# Paludinella semperi
Paludinella semperi es una especie de molusco gasterópodo de la familia Hydrobiidae en el orden de los Mesogastropoda.

## Distribución geográfica
Se encuentra en Islas Marshall y Palaos.